# Jesús Loroño
Jesús Loroño, né le 10 janvier 1926 à Larrabetzu et mort le 12 août 1998 dans la même ville, est un coureur cycliste espagnol. Il a notamment remporté le Tour d'Espagne 1957 et le classement de la montagne du Tour de France 1953.

## Palmarès

### Palmarès année par année
- 1947
  - Subida al Naranco
  - Subida a Arantzazu
- 1948
  - 3e de la Subida a Arantzazu
  - 3e de la Subida a Santo Domingo
- 1949
  -  Champion de Biscaye
  - Subida a Arrate
  - Subida a la Atalaya
  - Circuit de Getxo
  - Circuito del Astillero
- 1950
  - Circuito del Sardinero
  - 3e du Circuit de Getxo
  - 3e de la Subida a Santo Domingo
  - 10e du Tour d'Espagne
- 1951
  - Prueba Pentecostes
  - Circuito del Sardinero
  - 7e étape du Tour de Catalogne
  - 3e de la Subida a Arrate
- 1952
  - GP Liberación de Ondarroa
  - 4e étape du GP Ayutamiento de Bilbao
  - 2e de la Subida a Arrate
- 1953
  - Prueba Lazkao
  - Tour de France :
    -  Classement de la montagne
    - 10e étape

  - 2e de la Subida a Arrate
  - 2e du GP Liberación de Ondarroa
- 1954
  -  Champion d'Espagne de la montagne
  - 2e du Tour d'Aragon
- 1955
  - 2e étape du Circuito Montañés
  - Circuito del Sardinero
  - Subida a la Atalaya
  - 5e et 7e étapes du Tour de Catalogne
  - 2e de la Klasika Primavera
  - 4e du Tour d'Espagne
- 1956
  - Gran Premio de la Bicicleta Eibarresa
  - 3e étape du Tour des Asturies
  - 2e du Tour d'Espagne
  - 3e du Circuito Montañés
- 1957
  - Tour d'Espagne :
    -  Classement général
    - 13e étape (contre-la-montre)

  - Tour de Catalogne :
    - Classement général
    - 3eb étape (contre-la-montre)

  - 5e du Tour de France
- 1958
  - 13ea étape du Tour d'Espagne (contre-la-montre en duo avec Guido Carlesi)
  - Gran Premio de la Bicicleta Eibarresa :
    - Classement général
    - 3ea étape (contre-la-montre)

  - 3e du championnat d'Espagne sur route
  - 7e du Tour d'Italie
  - 8e du Tour d'Espagne
- 1959
  - 2e de la Subida a Arrate
- 1960
  - 1rea étape du Gran Premio de la Bicicleta Eibarresa (contre-la-montre)
  - 2e du championnat d'Espagne sur route
  - 3e de la Subida a Arrate
  - 9e du Tour d'Espagne
- 1961
  - 2e du championnat d'Espagne sur route
  - 3e de la Subida a Urkiola
  - 3e de la Subida a Arrate
  - 10e du Tour d'Espagne

### Résultats sur les grands tours

#### Tour de France
5 participations
- 1953 : 50e,  vainqueur du classement de la montagne et de la 10e étape
- 1955 : 20e
- 1956 : 29e
- 1957 : 5e
- 1960 : 21e

#### Tour d'Espagne
10 participations
- 1948 : 21e
- 1950 : 10e
- 1955 : 4e,  maillot amarillo pendant 2 jours
- 1956 : 2e
- 1957 :  Vainqueur du classement général et de la 13e étape (contre-la-montre),  maillot amarillo pendant 7 jours
- 1958 : 8e, vainqueur de la 13ea étape (contre-la-montre en duo avec Guido Carlesi)
- 1959 : 18e
- 1960 : 9e
- 1961 : 10e
- 1962 : 13e

#### Tour d'Italie
4 participations
- 1952 : abandon
- 1953 : 43e
- 1954 : 24e
- 1958 : 7e